# Jac. van Veen
Jacobus (Jac.) van Veen (Uithuizermeeden, 2 augustus 1913 – aldaar, 21 december 2012) was een Nederlands politicus van de VVD.
Hij was gemeenteraadslid in Uithuizermeeden en daarnaast landbouwer toen burgemeester Arend Drost begin 1974 voor de tweede keer een hartaanval waarop hij met ziekteverlof ging. Het leek erop dat Gerrit Huitsing, burgemeester van Uithuizen, als waarnemend burgemeester van Uithuizermeeden zou worden aangesteld voor de periode tot de gemeentelijke herindeling die er aan zat te komen. Na bezwaren van de Uithuizermeedense gemeenteraad werd Van Veen in april 1974 benoemd tot waarnemend burgemeester van Uithuizermeeden. Drost zou niet meer terugkeren en hem werd in 1975 ontslag verleend. In januari 1979 fuseerde Uithuizermeeden met Uithuizen tot de gemeente Hefshuizen waarmee een einde kwam aan Van Veens burgemeesterschap.